# Карузка
Карузка — река в России, протекает по территории Пушкиногорского и Новоржевского районов Псковской области. Устье реки находится в 21 км по левому берегу реки Сороти. Длина реки — 20 км, площадь водосборного бассейна — 126 км².
Имеет правый приток — реку Лабушка.

## Данные водного реестра
По данным государственного водного реестра России относится к Балтийскому бассейновому округу, водохозяйственный участок реки — Великая, речной подбассейн у неё отсутствует. Река относится к речному бассейну реки Нарва (российская часть бассейна).
Код объекта в государственном водном реестре — 01030000112102000028458.